# تاريخ الفاخري
هو أحد الكتب التي تهتم بتاريخ نجد وهو مبني على مخطوطات المؤرخ الشيخ محمد بن عمر الفاخري والتي تغطي أحداث ووقائع من عام 850 هـ إلى 1288 هـ من تاريخ نجد.

## أهمية تاريخ الفاخري
يستند تاريخ الفاخري على مخطوطات المؤرخ الشيخ محمد بن عمر الفاخري وتكمن أهميتها في:
- أن المعلومات التي تضمنتها المخطوطة تغطي فترة طويلة من تاريخ نجد والدولة السعودية، تمتد من العام 850 هـ وحتى العام 1288 هـ.
- أن الأخبار التي كتبها الفاخري عن الفترة الواقعة من نهاية تاريخ المنقور (1123 هـ) إلى بداية تاريخ الدولة السعودية الأولى (1157 هـ) لم تكن تعرف لولا تاريخ الفاخري.
- أن الأحداث التي رواها منذ العقدين الثاني والثالث من القرن الثالث عشر الهجري عن الدولة السعوية الأولى والثانية تعتبر ذات قيمة تاريخية من حيث إنه يعد شاهد عيان لبعض أحداثها ومعاصراً لبعضها الآخر على الأقل.
- أن من عاصره من المؤرخين - كابن بشر أو من أتى بعده كابن عيسى وغيره- قد نقلوا عنه كثيراُ من أخبارهم ومعلوماتهم التاريخية، والمؤرخ أو الباحث تهمه أصالة المعلومات التي يبني عليها إنتاجه العلمي.

## منهج المؤلف
لايختلف منهج المؤلف عن منهج من سبقوه أو عاصروه ممن قلدوا مدرسة المؤرخين المسلمين كالطبري، ابن الجوزي، ابن الأثير، ابن كثير والجبرتي. فهو لا يتناول موضوعاً أو قضية بعينها وإنما اتبع طريقة الحوليات الهجرية في كتابته للأحداث التاريخية التي تناولت أخباراً سياسية، اقتصادية واجتماعية.
و مما يلاحظ التزام المؤلف بالاختصار الشديد في سرد أخبار السنوات السابقة لعصره ومرد ذلك اعتماده على مصادر تروي الأحداث موجزة. أما الأحداث التي عاصرها فقد تميزت بالتفصيل، وعلى وجه الخصوص ما يتعلق بحروب الدولة السعودية الأولى مع جيوش محمد علي والسنوات التي تلتها مباشرة، لأن البلاد أصبحت نهب الشقاق والفوضى واسيقظت الإحن والثأرات القديمة القبلية والقروية. وكذلك السنوات التي أرخ فيها لتوسع الدولة السعودية الثانية في عهد الإمام تركي، ثم عن عودة جيوش محمد علي بصحبة خالد بن سعود وبقيادة إسماعيل آغا ثم خورشيد باشا.

## أهم الموضوعات التي تناولها تاريخ الفاخري
- الصراعات بين الأمراء المحليين.
- أخبار أشراف مكة وحملاتهم على نجد.
- حملات بني خالد على نجد وأخبارهم.
- أخبار الدولة السعودية.
- أخبار من خارج الجزيرة العربية.
- الوفيات.
- الظواهر الكونية.
- الأوبئة والمجاعات.

### جغرافية الحوادث
قال عبدُ الله الشبل محققُ كتاب تاريخ الفاخري "ولما كان العراق أحد الأماكن التي يلجأ إليها أهل نجد كلما حزَبَتهم قسوة المعيشة في نجد وصعوبة الحياة فيه وربما لأسباب أخرى، ومن ناحية أخرى فإن تجارة نجد الخارجية - إذا صح أن لهم تجارة خارجية - فإن العراق هو المنفذ والسوق القريب الذي يتعاملون معه ونتج عن ذلك أن سكنت أسر نجدية كثيرة في العراق وبخاصة البصرة والزبير وسوق الشيوخ، لهذا كله نجد أن العراق استأثر مِن بين صِنويه - مصر والشام - بأخبار أكثر في مخطوطة الفاخري، ومن الأمثلة على ذلك ما جاء في أخبار السنوت: 1111 هـ و 1189 هـ و 1246 هـ و 1271 هـ، فيما يتعلق بالحياة السياسية فيه، هذا فضلاً عما تناوله من أخبار الأوبئة ووفيات بعض الشخصيات البارزة من علماء وتجار وغيرهم ممن يرجعون إلى أصل نجدي ".

## نشر الكتاب
أمر خادم الحرمين الشريفين الملك فهد بن عبد العزيز (رحمه الله) بطبع هذا الكتاب ونشره لما في نشره من تيسير للباحثين بتوفير المصادر التاريخية الموثقة.